# Igor Janik
Igor Janik (ur. 18 stycznia 1983 w Gdyni) – polski lekkoatleta specjalizujący się w rzucie oszczepem.
Dwukrotny uczestnik igrzysk olimpijskich – 2008 w Pekinie oraz w 2012 w Londynie odpadał w eliminacjach. Trzykrotny reprezentant Polski podczas mistrzostw świata. Zdobywał medale międzynarodowych imprez w kategorii juniora oraz młodzieżowca, trzy razy stawał na podium uniwersjady. Uczestnik meczów międzypaństwowych i zawodów pucharu Europy, drużynowego czempionatu Starego Kontynentu oraz zimowego pucharu w rzutach lekkoatletycznych. Członek grupy lekkoatletycznej Silesiathletics.
Rekord życiowy – 84,76 m (19 września 2008, Ustka).
W 2007 w Ustce ustanowił nieoficjalny rekord świata w rzucie kamieniem nadmorskim – 155 metrów.
4 października 2014 ożenił się z fizjoterapeutką Katarzyną Andryskowską.

## Kariera sportowa

### Początki
Janik zaczął startować już jako młodzik – na koniec sezonu 1998 był, z wynikiem 60,32 uzyskanym oszczepem o wadze 600 gramów, liderem polskich tabel w tej kategorii wiekowej, we wrześniu 1998 triumfował w małym memoriale Janusza Kusocińskiego. Podczas mistrzostw Polski juniorów młodszych w 1999 zajął 5. miejsce przegrywając jedynie z zawodnikami ze starszego rocznika. W 2001 po wypełnieniu minimum wystąpił na mistrzostwach Europy juniorów w Grosseto zajmując w tej imprezie szóste miejsce. W swoim trzecim starcie w 2002 roku oszczepnik 16 czerwca podczas memoriału Kusocińskiego ustanowił wynikiem 78,90 rekord Polski juniorów. Miesiąc później w stolicy Jamajki Kingston najpierw wygrał eliminacje (z wynikiem 73,84), a następnie rzutem na odległość 74,16 zapewnił sobie tytuł mistrza świata juniorów. Dzięki temu sukcesowi Janik został pierwszym polskim oszczepnikiem, który zdobył złoto juniorskiego czempionatu globu oraz drugim po Dariuszu Trafasie Polakiem, który wywalczył medal tych zawodów w rzucie oszczepem.

### 2003–2005
Pierwszy sezon wśród młodzieżowców (zawodników do lat 23) Janik rozpoczął 31 maja 2003 ustanawiając w Białej Podlaskiej rekord życiowy wynikiem 81,91 – pierwszy raz w karierze rzucając ponad 80 metrów. 18 lipca był drugi w eliminacjach, a dwa dni później zdobył w Bydgoszczy srebrny medal mistrzostw Europy młodzieżowców ustawiając wynikiem 82,54 rekord Polski w tej kategorii wiekowej. Miesiąc po czempionacie wystartował w uniwersjadzie w Daegu – w finale tej imprezy uzyskał wynik 76,83 i zdobył złoty medal. Po powrocie z Korei Południowej oszczepnik wygrał jeszcze młodzieżowe mistrzostwa Polski (13 września) oraz z wynikiem 80,40 memoriał Michała Barty w Kołobrzegu.
W sezonie 2004 borykał się z kontuzją, która sprawiła, że wystąpił tylko w czterech mityngach, a najlepszy rezultat – 74,49 – uzyskał 29 maja w Białej Podlaskiej.
Swój ostatni sezon w gronie młodzieżowców oszczepnik rozpoczął od startu na mityngu w Poznaniu wygrywając go z wynikiem 74,80. 19 czerwca zadebiutował w reprezentacji kraju na zawody superligi pucharu Europy – z rezultatem 75,36 zajął wówczas piąte miejsce. 25 czerwca zdobył pierwszy w karierze medal mistrzostw Polski seniorów stając w Białej Podlaskiej na najniższym stopniu podium i przegrywając ze startującymi od lat zawodnikami Dariuszem Trafasem i Tomaszem Damszelem. W połowie lipca odbywały się w Erfurcie młodzieżowe mistrzostwa Europy, podczas których Janik zdobył złoty medal osiągając wynik 77,25. Nie udało mu się powtórzyć sukcesu z 2003 roku i na uniwersjadzie w Izmirze zajął piątą lokatę.

### 2006–2008
Sezon 2006 rozpoczął od pierwszego w karierze startu w zawodach zimowego pucharu Europy w rzutach – z wynikiem 81,16 zwyciężył w tych zawodach. W maju był trzeci w Halle oraz czwarty na mityngu Zlatá Tretra w Ostrawie, podczas którego wynikiem 82,86 ustanowił rekord życiowy. 22 lipca zdobył brąz mistrzostw Polski seniorów, a dwa dni później na mityngu w Salonikach nie oddał żadnej mierzonej próby. Kontuzja uniemożliwiła mu wyjazd na mistrzostwa Europy w Göteborgu.
Sezon 2007 rozpoczął od startów w Azji i Ameryce Południowej – 5 maja z wynikiem 80,50 zajął drugie miejsce na zawodach w Osace, 16 maja był trzeci w Foratalezie, a 20 maja z rezultatem 80,02 uplasował się na drugiej lokacie w zawodach Grande Premio Brasil Caixa de Atletismo w Belém. Po powrocie do Europy zajął piąte miejsce w memoriale Braci Znamieńskich. 30 czerwca w Poznaniu zdobył swój pierwszy w karierze tytuł mistrza Polski seniorów. Na początku sierpnia podczas kolejnej edycji uniwersjady, która odbywała się w Tajlandii, Janik był trzeci w eliminacjach, a w finale zdobył srebrny medal z wynikiem 82,28 przegrywając z Łotyszem Vadimsem Vasiļevskisem. Najważniejszą imprezą sezonu były mistrzostwa świata w Osace – Polak w eliminacjach nie osiągnął minimum kwalifikacyjnego (82,00), ale awansował do finału (jako pierwszy polski oszczepnik w historii) dzięki wynikowi 80,83 (dziewiątemu wśród startujących). W finale – 2 września – Polak oddał tylko dwa mierzone rzuty – w pierwsze kolejce na odległość 79,82 oraz w trzeciej na odległość 83,38. Ostatecznie Janik uplasował się na siódmej pozycji ustanawiając rezultatem z trzeciej serii nowy rekord życiowy.
Rok olimpijski 2008 Janik rozpoczął od zajęcia – 9 maja – drugiego miejsca w zawodach w Dosze – wynikiem 83,21 wypełnił minimum uprawniające do startu w igrzyskach olimpijskich w Pekinie. Podczas pucharu Europy w Annecy (22 czerwca) był trzeci, dwa tygodnie później drugi raz w karierze zdobył złoto mistrzostw Polski seniorów. W ostatnim starcie przed igrzyskami – 27 lipca w Sopocie podczas Grand Prix im. Janusza Sidły – zajął trzecie miejsce z wynikiem 75,61 przegrywając z Niemcem Manuelem Nau i aktualnym mistrzem świat juniorów Robertem Szpakiem. 21 sierpnia na stadionie w Pekinie uzyskał w eliminacjach wynik 77,63 i został sklasyfikowany na szesnastym miejscu, które nie dawało prawa występu w finale konkursu olimpijskiego. W pierwszym starcie po nieudanych zawodach w Chinach był dla Polaka mityng w Rovereto we Włoszech, gdzie z wynikiem 73,90 uplasował się na czwartej lokacie. 19 września w Ustce na festiwalu rzutów lekkoatletycznych ustanowił – w drugiej serii – swój nowy rekord życiowy wynikiem 84,76. W ostatnim starcie w roku 2008 – 25 września w południowokoreańskim Daegu – zajął szóste miejsce z wynikiem 75,05.

### 2009–2012

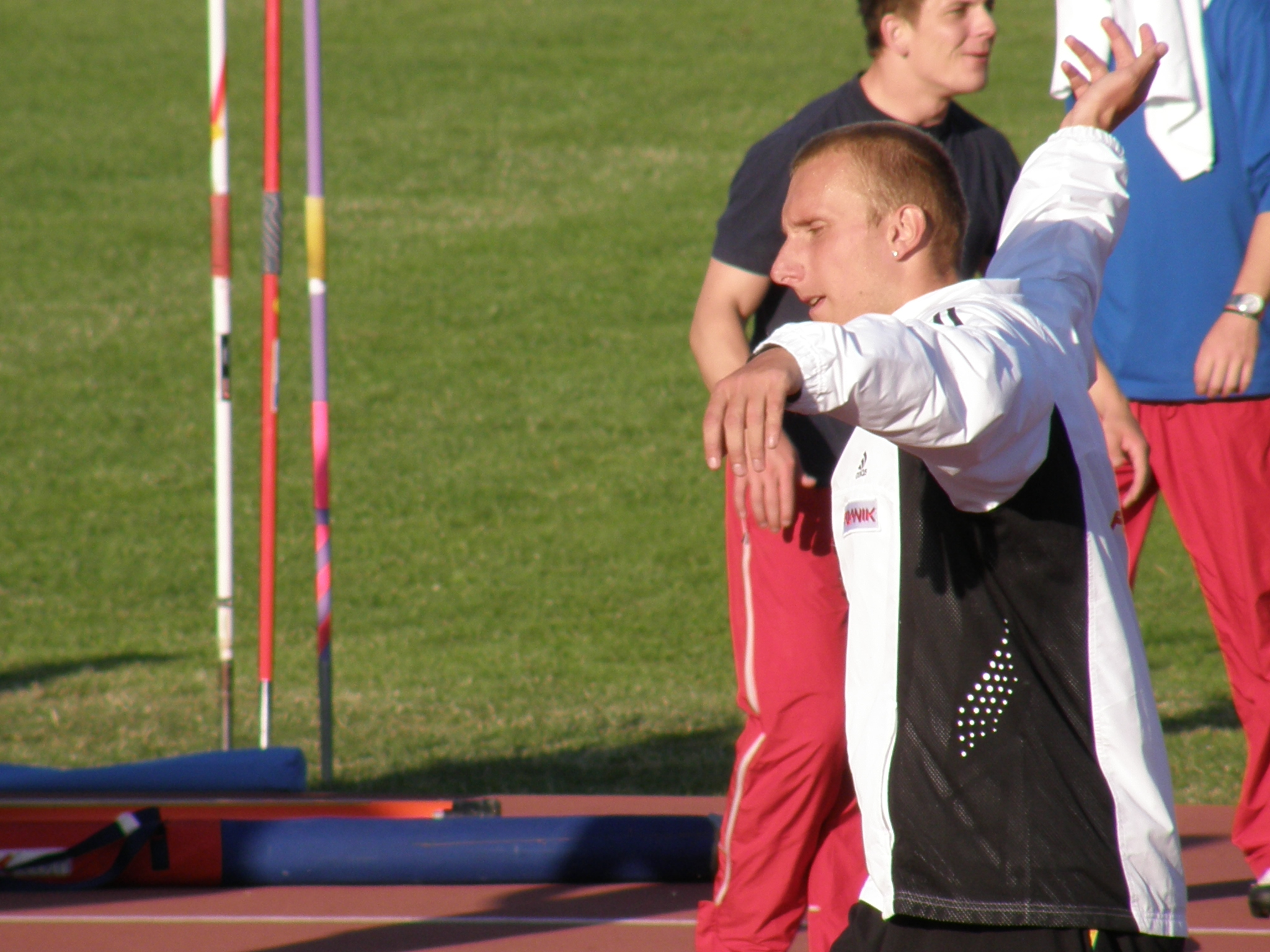
Oszczepnik podczas mistrzostw Polski w 2010

W trzecim starcie w sezonie 2009 podczas mityngu w hiszpańskim wynikiem 83,30 wypełnił minimum kwalifikujące go do składu reprezentacji Polski na mistrzostwa świata. Tydzień później oszczepnik ponownie uzyskał wynik lepszy od wymaganego przez Polski Związek Lekkiej Atletyki minimum na światowy czempionat uzyskując w Berlinie rezultat 83,52 podczas prestiżowego mityngu Internationales Stadionfest 2009. 21 czerwca wystąpił w pierwszej edycji drużynowych mistrzostw Starego Kontynentu – z wynikiem 76,48 zajął trzecie miejsce zdobywając dla reprezentacji dziesięć punktów. Po zajęciu trzeciego miejsca w eliminacjach 10 lipca uplasował się tuż za podium – na czwartym miejscu – rozgrywanej w Belgradzie uniwersjadzie. Kolejnym startem dla Janika były mistrzostwa Polski seniorów w Bydgoszczy – 31 lipca wygrał eliminacje, a dzień później zdobył z wynikiem 77,53 srebrny medal przegrywając z Adrianem Markowskim, który niespodziewanie zdobył złoto ustanawiając wynikiem 84,85 rekord życiowy. Na mistrzostwach świata w Berlinie oszczepnik uzyskał w eliminacjach wynik 75,20 i ostatecznie zajmując 31. miejsce nie awansował do konkursu finałowego.
W sezonie 2010 pierwszy start Polak miał w Daegu, gdzie podczas mityngu Colorful zajął pierwsze miejsce z wynikiem 80,46. Dzięki zwycięstwu w europejskim festiwalu lekkoatletycznym w Bydgoszczy (6 czerwca) uzyskał prawo startu w drużynowych mistrzostwach Europy – na stadionie w Bergen, 20 czerwca, zajął siódmą lokatę z rezultatem 76,47. Kilkanaście dni później podczas mistrzostw Polski zdobył złoty medal. Nie udało mu się uzyskać minimum uprawniającego do startu w lipcowych mistrzostwach Europy, które wynosiło 80,50. 4 września w Krakowie podczas zawodów ligowych uzyskał swój najlepszy rezultat w sezonie rzucając na odległość 80,83.
Podczas swojego pierwszego startu w sezonie, na mityngu Colorful w Daegu, zwyciężył z wynikiem 82,18, który był lepszy o 18 centymetrów od minimum kwalifikacyjnego na mistrzostwa świata, które w Daegu odbyły się na przełomie sierpnia i września. W stojącym na wysokim poziomie mityngu Diamentowej Ligi IAAF Shanghai Golden Grand Prix 2011 objął prowadzenie po pierwsze serii rzutów wynikiem 79,69, a ostatecznie z rezultatem 82,09 uplasował się w tych zawodach na piątej lokacie. 28 maja wygrał międzynarodowe mistrzostwa Tajwanu uzyskując wynik 80,75. Na mityngu w Rehlingen (13 czerwca) zwyciężył z wynikiem 81,94 (w pozostałych trzech ważnych rzutach osiągnął 81,29; 81,53 oraz 80,53). Z powodu kontuzji stopy nie mógł reprezentować Polski podczas zawodów superligi drużynowych mistrzostw Europy. Podczas uniwersjady w Shenzhen zdobył brązowy medal. Na mistrzostwach świata w Daegu uzyskał w eliminacjach trzynasty rezultat pośród startujących i nie awansował do finału – wynik Janika (80,88) dałby mu kwalifikacje do finałów wszystkich poprzednich mistrzostw świata od roku 2001.
W styczniu 2012 przeszedł zabieg artroskopii kolana. Olimpijski sezon rozpoczął od startu 16 maja na mityngu Colorful Daegu Meeting 2012 w Daegu, podczas którego zajął trzecie miejsce z wynikiem 80,23. 9 czerwca zwyciężył w Grand Prix Sopotu im. Janusza Sidły z wynikiem 79,65, a dzień później w St. Wendel uzyskał wynik 82,11 – lepszy od wskaźnika PZLA na igrzyska olimpijskie jednak mityng nie znajdował się w kalendarzu European Athletics i rezultat Janika nie mógł być brany pod uwagę jako kwalifikacja olimpijska. Tydzień później zdobył w Bielsku-Białej złoty medal mistrzostw Polski seniorów zapewniając sobie start w mistrzostwach Europy. Podczas mistrzostw w Helsinkach w eliminacjach rzucił 82,37 i wypełnił wskaźnik PZLA na igrzyska w Londynie, a dzień później – 28 czerwca – z wynikiem 81,21 zajął szóste miejsce w finale. Podczas igrzysk olimpijskich w Londynie nie awansował do finału.

## Osiągnięcia

### Międzynarodowe
| Rok  | Impreza                                 | Miejsce       | Lokata            | Wynik | Źródła        |
| ---- | --------------------------------------- | ------------- | ----------------- | ----- | ------------- |
| 2001 | Mistrzostwa Europy juniorów             | Grosseto      | 6. miejsce        | 72,05 | [ 19 ]        |
| 2002 | Mistrzostwa świata juniorów             | Kingston      | 1. miejsce        | 74,16 | [ 6 ]         |
| 2003 | Młodzieżowe mistrzostwa Europy          | Bydgoszcz     | 2. miejsce        | 82,54 | [ 7 ]         |
| 2003 | Uniwersjada                             | Daegu         | 1. miejsce        | 76,83 | [ 8 ]         |
| 2005 | Młodzieżowe mistrzostwa Europy          | Erfurt        | 1. miejsce        | 77,25 | [ 7 ]         |
| 2005 | Superliga pucharu Europy                | Florencja     | 5. miejsce        | 75,36 | [ 26 ]        |
| 2005 | Uniwersjada                             | Izmir         | 5. miejsce        | 75,98 | [ 28 ]        |
| 2006 | Zimowy puchar Europy w rzutach          | Tel Awiw-Jafa | 1. miejsce        | 81,16 | [ 10 ]        |
| 2006 | Superliga pucharu Europy                | Malaga        | 3. miejsce        | 79,30 | [ 73 ]        |
| 2007 | Superliga pucharu Europy                | Monachium     | 3. miejsce        | 78,70 | [ 74 ]        |
| 2007 | Uniwersjada                             | Bangkok       | 2. miejsce        | 82,28 | [ 9 ]         |
| 2007 | Mistrzostwa świata                      | Osaka         | 7. miejsce        | 83,38 | [ 3 ]         |
| 2008 | Superliga pucharu Europy                | Annecy        | 3. miejsce        | 75,65 | [ 75 ]        |
| 2008 | Igrzyska olimpijskie                    | Pekin         | el. – 16. miejsce | 77,63 | [ 1 ]         |
| 2009 | Superliga drużynowych mistrzostw Europy | Leiria        | 3. miejsce        | 76,48 | [ 46 ]        |
| 2009 | Uniwersjada                             | Belgrad       | 4. miejsce        | 79,16 | [ 47 ] [ 48 ] |
| 2009 | Mistrzostwa świata                      | Berlin        | el. – 31. miejsce | 75,20 | [ 4 ]         |
| 2010 | Superliga drużynowych mistrzostw Europy | Bergen        | 7. miejsce        | 76,47 | [ 55 ]        |
| 2011 | Uniwersjada                             | Shenzhen      | 3. miejsce        | 79,65 | [ 76 ]        |
| 2011 | Mistrzostwa świata                      | Daegu         | el. – 13. miejsce | 80,88 | [ 5 ]         |
| 2012 | Mistrzostwa Europy                      | Helsinki      | 6. miejsce        | 81,21 | [ 71 ]        |
| 2012 | Igrzyska olimpijskie                    | Londyn        | el. – 19. miejsce | 78,90 | [ 2 ]         |

### Mistrzostwa Polski
Igor Janik w latach 2004–2013 dziesięć razy startował w wąskim finale mistrzostw Polski seniorów. W klasyfikacji medalowej wszech czasów mistrzostw Polski oszczepnik zajmuje ósme miejsce z czterema złotymi, jednym srebrnym i czterema brązowy medalami. Janik stawał także na podium mistrzostw Polski juniorów oraz był mistrzem kraju w gronie młodzieżowców.
| Mistrzostwa Polski  | Pozycja    | Wynik |
| ------------------- | ---------- | ----- |
| Bydgoszcz 2004      | 8. miejsce | 69,95 |
| Biała Podlaska 2005 | 3. miejsce | 76,06 |
| Bydgoszcz 2006      | 3. miejsce | 76,30 |
| Poznań 2007         | 1. miejsce | 79,13 |
| Szczecin 2008       | 1. miejsce | 79,79 |
| Bydgoszcz 2009      | 2. miejsce | 77,53 |
| Bielsko-Biała 2010  | 1. miejsce | 78,59 |
| Bydgoszcz 2011      | 3. miejsce | 79,14 |
| Bielsko-Biała 2012  | 1. miejsce | 81,31 |
| Toruń 2013          | 3. miejsce | 75,85 |

## Progresja wyników
| Rok  | Wynik | Data                   | Miejsce        | Uwagi                                     |
| ---- | ----- | ---------------------- | -------------- | ----------------------------------------- |
| 1998 | 60,32 | 4 września(dts) br     | Sopot          | oszczep 600 g                             |
| 1999 | 66,18 | 22 maja(dts) br        | Kielce         | oszczep 700 g                             |
| 1999 | 59,67 | 2 października(dts) br | Skórcz         |                                           |
| 2000 | 71,26 | 16 września(dts) br    | Wrocław        | oszczep 700 g                             |
| 2000 | 62,41 | 31 sierpnia(dts) br    | Skórcz         |                                           |
| 2001 | 78,58 | 31 sierpnia(dts) br    | Olsztyn        |                                           |
| 2002 | 78,90 | 16 czerwca(dts) br     | Warszawa       | Memoriał Janusza Kusocińskiego            |
| 2003 | 82,54 | 20 lipca(dts) br       | Bydgoszcz      | mistrzostwa Europy U23                    |
| 2004 | 74,49 | 29 maja(dts) br        | Biała Podlaska |                                           |
| 2005 | 77,25 | 17 lipca(dts) br       | Erfurt         | mistrzostwa Europy U23                    |
| 2006 | 82,86 | 30 maja(dts) br        | Ostrawa        | Zlatá Tretra                              |
| 2007 | 83,38 | 2 września(dts) br     | Osaka          | mistrzostwa świata                        |
| 2008 | 84,76 | 19 maja(dts) br        | Ustka          | Ustecki Festiwal Rzutów Lekkoatletycznych |
| 2009 | 83,52 | 6 czerwca(dts) br      | Berlin         | ISTAF                                     |
| 2010 | 80,83 | 4 września(dts) br     | Kraków         | Finał ligi lekkoatletycznej               |
| 2011 | 82,81 | 3 lipca(dts) br        | Żukowskij      | Memoriał Braci Znamieńskich               |
| 2012 | 82,37 | 27 czerwca(dts) br     | Helsinki       | Mistrzostwa Europy                        |
| 2013 | 80,13 | 11 czerwca(dts) br     | Bellinzona     | Galà dei Castelli                         |